# Korund
A korund az oxidásványok közé tartozó ásványfaj. A vegyileg tiszta korund színtelen és áttetsző, de szennyeződések hatására elszíneződhet: vörös színű változata a rubin, minden más színű változatai a zafír, utóbbinak pedig egy ritka rózsaszínes-narancssárgás változatát  padparadsa néven ismerik. A színtelen drágakőváltozata a leukozafír. A Mohs-féle keménységi skála 9-es fokozatú referenciaásványa.
A korund a tamil kurundam (குருந்தம்) szóból származik, melynek szanszkrit megfelelője a kuruvinda (कुरुविन्द), jelentése: kőből készült fürdőpor, ólmos föld; mai használatban: rubin.

## Ásványtani jellemzői
A különböző korundfajták mind ugyanazon vegyi összetételűek: Al2O3. A különbséget közöttük a szín teszi, amit szennyezőanyagok idéznek elő: a vas Fe2O3 alakjában van jelen a rubinban és a zafírban is. A zafír színét a vas mellett titán, a rubinét pedig minimális mennyiségű króm okozza. A zafírban a titán analitikailag is észlelhető, a rubinban a króm spektroszkópiai úton mutatható ki.
A korund leggyakoribb kristályalakjai a hatszöges bipiramisok és a hatszöges oszlop a bázissal és a romboéderrel kombinálva. Ikerkristályok is előfordulnak, de többnyire csak az átlátszatlan korundok között.
A korund a gyémánt után a legkeményebb ásvány: a Mohs-féle keménységi skála 9-es fokozat referenciaásványa. Nagy keménysége folytán tartós és ellenálló drágakő, az erre a célra nem alkalmas fajták pedig ipari célokra használhatók. Az egyes fajták és a különböző lelőhelyekről származó korundok nem egyenlő keménységűek. A zafír valamivel keményebb a rubinnál, a zafírok között pedig a Srí Lanka-i keményebb, mint a kasmíri.
Hasadás a korundokon nem észlelhető, csupán a bázis- és alapromboéderlap szerint héjas elválás figyelhető meg.
Sűrűségük igen nagy, átlagosan 4 g/cm³, de egyes fajták még ennél is sűrűbbek.
A korund optikailag egytengelyű és negatív. Fénytörése erős, ennek folytán erős fénye van, a kettőstörés igen gyenge. A törésmutató általában ω = 1,7687, ε = 1,7605, a kettőstörés = 0,0082. A diszperzió alacsony: 0,018 ebből következik, hogy a színszórás gyenge.
A korund a röntgensugarakat nagy mértékben átbocsátja.
A rubin és zafír színe a hő hatásával szemben meglehetősen állandó. A rubin színe ugyan kezdődő vörös izzásnál eltűnik, de lehűléskor visszatér. A szép sötétkék színű zafíron izzítás után egész gyenge megvilágosodás észlelhető, a nagyon világos színű zafír színtelen lesz. Napsugár és ibolyántúli sugár a színváltozásra semmi hatással sincs. A röntgensugár hatására a rubin tisztább piros lesz, az ibolyás szín eltűnik; a világosabb ceyloni rubin sötétebb és bíborpirosabb lesz. A katódsugarak a zafír kék színét zöldes színűvé változtatják. A rádiumsugárzás elég észrevehető változást idéz elő. Világoskék vagy színtelen zafír a rádium hatására sárga és barna lesz; az ibolyás árnyalatú ceyloni rubin elveszti az ibolyás árnyalatot.
A lumineszcencia-jelenségek az ibolyántúli sugarak hatására a rubinon igen élénkek s megfigyelték, hogy a burmai rubinon erősebb ez a jelenség, mint a sziámin. Az erős lumineszcenciát a krómnak tulajdonítják, s valószínűen a sziámi rubinokban levő nagyobb mennyiségű vas csökkenti a jelenség erősségét.
A rubinok és zafírok belsejében is gyakoriak az ásványzárványok: csillám-, hematit- és titán-vascsillámlemezkék; a burmai rubinra rendkívül jellemzők a finom, tű alakú rutilzárványok, amelyek az optikai tengely irányában három, egymást 60° alatt metsző irányban helyezkednek el. Az ásványzárványokon kívül a rubin gyakran folyadékzárványokat is tartalmaz, amelyek sokszor cső alakú üregecskéket töltenek ki.
A rubinon, de különösen a zafíron gyakran bizonyos irányban sajátságos fényjelenség látszik, ami különösen domborúan csiszolt felületen jut jól érvényre. Az ilyen köveket rubinmacskaszemnek, illetőleg zafírmacskaszemeknek, ez utóbbiakat még orientális girasolnak vagy opalizáló zafírnak is hívják. A jelenség a bázislapon sokszor hatágú, ritkábban tizenkét ágú csillagalakban jelentkezik (aszterizmus), s e kövek közül különösen kedveltek azok, amelyeken a csillag határai elég élesen látszanak: csillagzafír és csillagrubin. Az aszterizmus is jóval gyakoribb a zafírok, mint a rubinok között. A sajátságos jelenség okai a kő belsejében levő különböző zárványok, így elsősorban rutiltűcskék, de okozhatja a színező anyagnak finom rostok alakjában való elhelyezkedése is.
A korundot savak nem - még a fluorsav sem - támadják meg.

## Színváltozatai

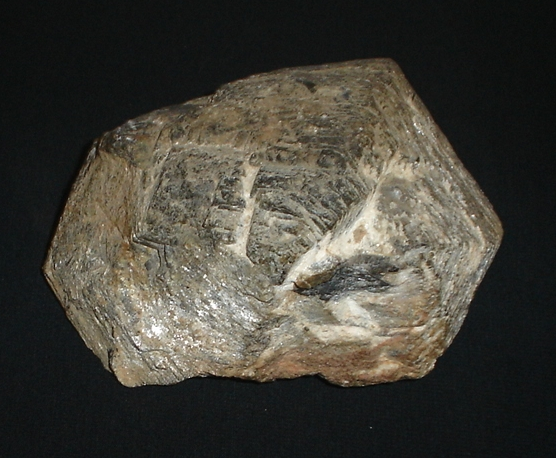
Korund

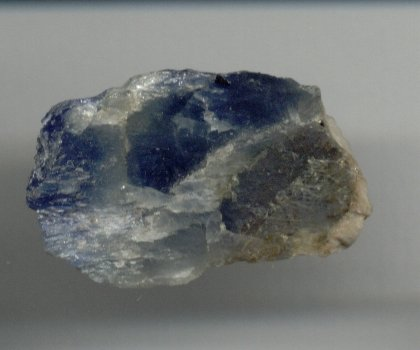
Zafír

A korund igen változatos színekben fordul elő. A tiszta korund színtelen. Ez a természetben meglehetősen ritka fajta leukozafír néven ismeretes. A korund legkedveltebb két fajtája a piros színű rubin és a kék színű zafír, de ezeken kívül előfordul zöld, sárga, sárgásvörös, barna és ibolyaszínű is. A drágakőkereskedelemben a különböző színű korundokat hozzájuk hasonló ásványokról nevezték el, hozzátéve a keleti, orientális jelzőt. Az ilyen elnevezések igen könnyen tévedésekre adnak okot. A rubinon és zafíron kívül a különböző színű korundokat összefoglaló névvel fancy stones-nek nevezik s az egyes változatok a következők: világos kékeszöld, akvamarinszínű: orientális akvamarin; smaragd-zöld: orientális smaragd; sárgászöld: orientális krizolit vagy orientális peridot; sárga: orientális topáz; sárgásvörös: orientális hiacint; ibolyaszínű: orientális ametiszt. A narancssárga korundot padparadsának hívják.
A szín eloszlása sokszor nem egyenletes, hanem sötétebb és világosabb foltok és rétegek váltakozhatnak a kőben. Olyan kristályok is előfordulnak, amelyek egyik végükön más színűek, mint a másikon.
A rubinok között a legértékesebbek a sötét kárminpiros, úgynevezett galambvérszínű, a zafírok között pedig a búzavirágszínű és bársonyos fényű kövek.
A különböző lelőhelyekre nézve határozott színkülönbségek állapíthatók meg. Így a burmai rubinok tökéletes pirosak, a keresett galambvérszín is gyakori, míg a sziámiak sötétebb színűek és barnás- vagy narancssárgába hajlanak, a ceyloniak pedig rendesen világosabb színűek és igen sokszor foltokban színezettek. A kasmíri zafírok rendesen halványkékek, a montanaiak különös acélkékek; az ausztráliaiak többnyire igen sötét színűek és csak elvétve fordul elő szép búzavirágszínű.
A korund bázislapján igen gyakran hatszögletes idom alakjában kékes és barnás színű zónás színeződést látunk; sok esetben a bázis teljesen bronzszínű.
A rubin és a zafír pleokroizmusa feltűnő, de különösen az utóbbié igen erős. A rubinban a rendes sugár abszorpciós színe tiszta piros, a rendkívülié pedig sárgásvörös. A zafírokon ω = tiszta kék, ε = zöld vagy sárgászöld. Mivel a pleokroizmus igen erős, a csiszolásnál mindig tekintettel kell rá lenni, és a kő csiszolását úgy kell végezni, hogy a legszebb szín legyen elérhető: a rubinon a szép piros, a zafíron pedig a szép kék szín érvényesüljön. Ez úgy érhető el, ha a kő táblalapja a kristály bázislapjával párhuzamos.
Némely zafíron az az érdekes jelenség figyelhető meg, hogy mesterséges fényben - hasonlóan az alexandrithoz - más színű, mint napfényben, ezért ezeket kék alexandritnak is szokták nevezni. Ilyen kövek különösen Montanában fordulnak elő s mesterséges fényben vöröses és ibolyás árnyalatúak. A jelenség magyarázata a több vörös színt tartalmazó mesterséges fény iránt megnyilvánuló különleges abszorpcióban rejlik.

## Keletkezése
Elsődleges magmás kiválásként főként szienitben és ennek pegmatitjaiban fordul elő. Kiömlési magmás kőzetekben az agyagos mellékkőzet beolvadásával is keletkezhet. Kontakt és regionális metamorfózis során alumínium-tartalmú ásványokból (diaszporból, spinellből és muszkovitból) alakul át szienit határán, valamint mészkő, dolomit és agyagkőzetek kontaktusán. Ilyenek a smirgel lelőhelyei – Náxosz, és az Égei-tenger más szigetei, Kis-Ázsia.

## Rubin

### Előfordulása

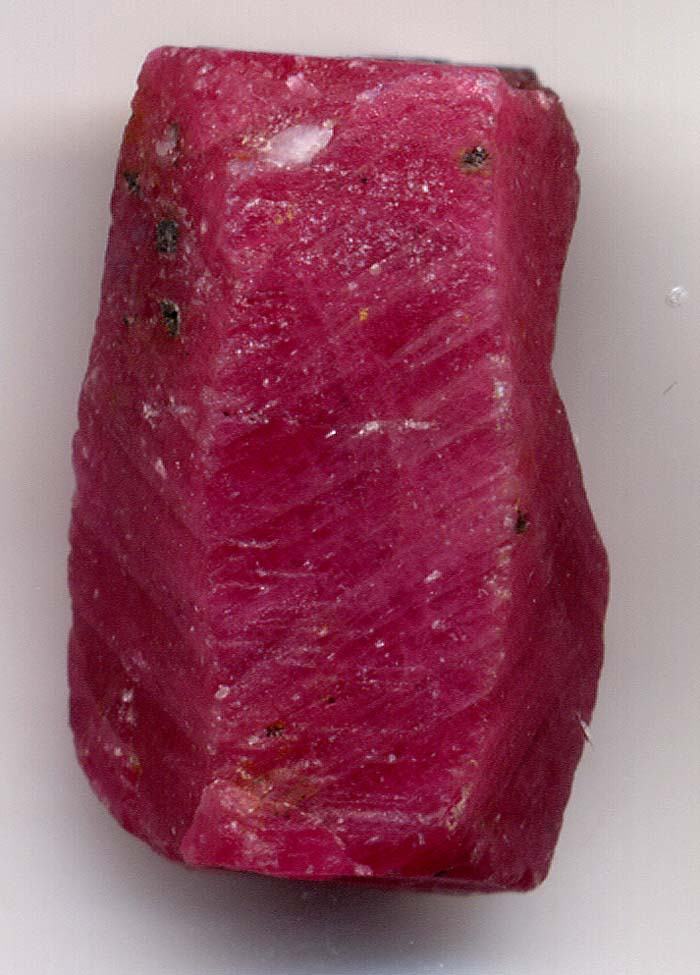
Rubin

A rubin legfontosabb termőhelye Mianmar (régen Burma), mégpedig Mogouk vidéke Mandalajtól északkeletre, ahol a rubin anyakőzete durvaszemű, fehér színű mészkő. Magában az anyakőzetben azonban csak kevés rubint találnak, a túlnyomórészt e kőzet mállási termékéből és a víz által elszállított hordalékanyagból nyerik. A sárgás- vagy barnás¬színű homokos, agyagos málladékban a rubin mellett zafír, továbbá spinell, cirkon, turmalin, topáz, gránát és krizoberill is előfordul. A legtöbb kő színe kissé az ibolyásba és kékesbe hajlik a galambvér-vörös színűek viszonylag ritkák. Az eredeti kőzetben előforduló rubinkristályok sík lapokkal határoltak, az élek élesek, míg a másodlagos lelőhelyeken, a víztől tovahordott anyagokban találtak többnyire erősen legömbölyödöttek. A teljesen hibátlan kristályok általában nem nagyok, 6-9 karátos, szép hibátlan kő már csak ritkán fordul elő.
Híres nagy rubinok indiai fejedelmek kincseskamráiba, uralkodók koronakincsei közé és különböző múzeumokba kerültek. Különösen sok szép rubin van a perzsa sah birtokában. Sok régi híres kőről kiderült, hogy nem rubin, hanem spinell: III. Gusztáv svéd király galambtojás nagyságú híres köve pedig, amelyet II. Katalin orosz cárnőnek ajándékozott s így az orosz koronakincsek közé került, turmalinnak bizonyult. Sok szép rubin van a francia koronakincsek között, továbbá az American Museum of Natural History Morgan-gyüjteményében is, ahol többek közt egy 45 karátos burmai rubin látható.
A burmai rubinoknál kisebb értékűek a sziámiak, mert színük ritkán tiszta piros, többnyire kissé sárgás vagy barnás árnyalatú. Feltűnő különbség még a két lelőhely rubinjai között az is, hogy a sziámiban rendesen hiányzanak a burmaira jellemző finom zárványok. A rubinterületek a Patat-hegységtől északra találhatók. A rubin itt mindenütt csak másodlagos lelőhelyén ismeretes s többnyire zafírral együtt fordul elő.
Srí Lanka szigetén Ratnapura és Rakwana környékén a zafír mellett rubin is található. A lelőhely itt is másodlagos, a drágaköveket tartalmazó réteg főképpen kvarckavicsokból áll. A rubinok világosabb színűek, mint a burmaiak, ezért kevésbé értékesek.
Ausztráliában Új-Dél-Wales és Victoria néhány folyójának hordalékában is találtak rubint, de csak igen kis mennyiségben.
Észak-Amerikában a Cowee Creek és mellékfolyójának homokjában zafírral együtt elég jelentékeny mennyiségű rubin található, amelyek itt is mészkőből származnak, előfordulnak azonban korundtartalmú pegmatitok is. A korundot gránát és arany kíséri. A rubin színe a világospirostól egész a sötétpirosig terjed s a legszebb rubinszín sem hiányzik. Csillagos kövek szintén találhatók. A rutilon és ilmeniten kívül gyakori a gránát zárvány, amely szép piros színénél és átlátszóságánál fogva a rubin minőségét egyáltalában nem rontja. Buck Creek mellett, Észak-Karolinában, egy zöld színű amfibolkőzet fordul elő, amelyben rózsaszínű és piros átlátszatlan rubinok vannak. A kőzetet rubin matrix-nak hívják s a szép színhatás miatt díszítő célokra használják.
Braziliában, Matto Grossóban, a Rio Coxim és Espirito Santóban, a Rio Pimua homokjában találtak rubint.
Madagaszkáron is több helyen fordul elő rubin.
Oroszországban az Urál-hegységben találhatók rubinlelőhelyek.

### Csiszolása és értéke

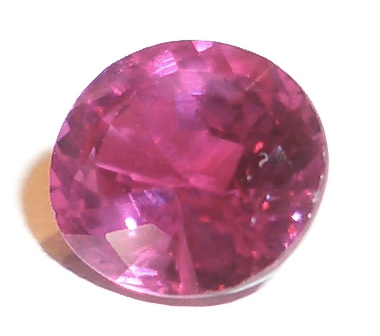
Csiszolt rubin

A rubint legtöbbnyire drágakőnek csiszolják, de kedveltek a lépcsős és vegyes csiszolású táblakövek is. Indiában a rubin csiszolásánál is azt tartják szem előtt, hogy a kő minél kevesebbet veszítsen súlyából, és emiatt sokszor elég szabálytalan alakot adnak neki.
A rubint régebben smirglivel vagy karborundummal (szilícium-karbid) csiszolták, napjainkban már általában gyémántporral csiszolják. Európában Londonban, Párizsban, Idar Obersteinban vannak a fő csiszolóhelyek. A rubin nevet különféle jelzővel ellátva, sok más piros kő elnevezésére is használják, hogy így a vásárló közönség szemében az értéktelenebb köveket értékesebbé tegyék. Így például a spinellt balaszrubin vagy almandinrubinnak, a rózsaszínű topázt brazíliai rubinnak, a vörös turmalint szibériai rubinnak, a gránátot kap-, adelaid-, arizona-, ceylon-, coloradorubinnak, a rózsakvarcot csehrubinnak hívják. A rubint mindazon piros kövektől, amelyekkel esetleg össze lehetne cserélni, könnyen meg lehet különböztetni. A keménysége mindegyikénél nagyobb s fajsúlyban is mindegyiket felülmúlja. A spinelltől és gránáttól még erős pleokroizmusa is megkülönbözteti.
A tiszta galambvérszínű, teljesen hibátlan, elsőrendű rubin már a múltban is a legértékesebb drágakő volt. A rubint nemcsak az ókorban becsülték nagyra, hanem a középkorban is: a karbunkulus bizonyosan a rubint is jelentette. A hinduk rater-nek nevezik, és különösen kedvelik, úgy annyira, hogy a gazdagabbak egy-egy szép rubinpéldányért hihetetlenül nagy árat fizetnek, csakhogy megszerezhessék.
Az 1 karátnál kisebb kövek esetében az elsőrendű rubin értéke az ugyanolyan súlyú és szintén elsőrendű gyémánt értékének kétszerese. Mivel a rubin nagyobb kristályokban összehasonlíthatatlanul ritkább, mint a gyémánt - amennyiben a 3 karátos rubin már ritkaság, ennél nagyobbak pedig csak egyes példányokban ismeretesek -, a nagyobb kövek ára a gyémántéhoz viszonyítva nem kétszeres, hanem ennél jóval magasabb, így például egy 3 karátos rubin egy ugyanolyan gyémánt árának körülbelül 10-szerese.
Világosabb vagy túl sötét, kékes, ibolyás, sárga és barnás árnyalatú, továbbá egyenlőtlen színeloszlású, nem teljesen átlátszó, zavaros és foltos belsejű, vagy repedéses kövek aránytalanul olcsóbbak.

## Zafír

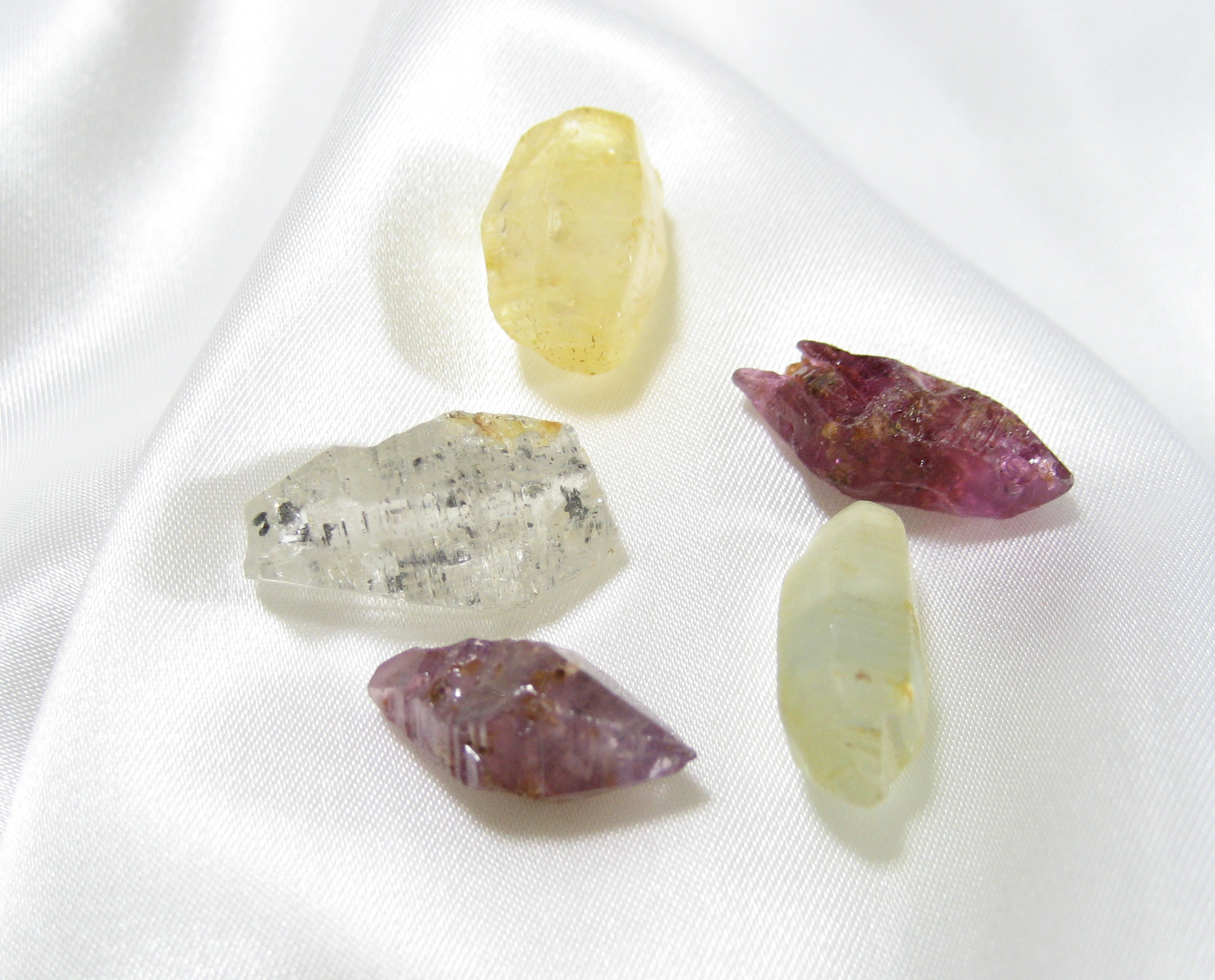
Zafír

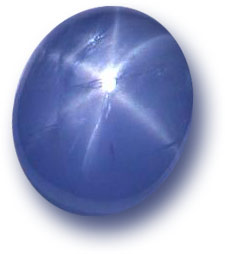
A 182 karátos Bombay csillaga zafír

### Előfordulása
Ázsiában másodlagos lelőhelyeken, ott, ahol rubin található, ott előfordul a zafír is, de nem egyenlő arányban. Így, míg a rubin főlelőhelye Mianmar, a zafír nagyobb mennyiségben Thaiföldön (Sziám) található. A világ zafírtermelésének igen lényeges részét szolgáltatja Sziám. A zafírterületek Tschantabun és Battambong között terülnek el, folyóvölgyek mélyén és hegyoldalak alsó részén. A zafírtartalmú hordalékanyag homokos, vöröses színű agyag. Az anyakőzet valószínűleg a Patat-hegység kristályos mészköve. A zafír minősége jórészben első rendű, elég gyakori az annyira kedvelt búzavirágkék színű és bársonyos fényű kő, de sok az egész sötét, majdnem fekete zafír is. Burmában a zafír a rubinnal együtt fordul elő s a rubintermelésnek fontos mellékterméke.
Srí Lanka szigetének déli és délnyugati részén, Ratnapura környékén fordul elő. A Srí Lanka-i kövek színe többnyire világosabb, mint az indiaiaké és a színeződés igen sokszor nem egyenletes eloszlású. Jellemző a sok csillagzafír. Srí Lankán a zafír mellett színtelen, sárga és ibolyaszínű korund is található. Több híres nagy zafír származik a szigetről, amelyek uralkodók kincsei és múzeumok gyűjteményeibe kerültek, így egy 260 karátos zafír az orosz állam kincsei között van, egy 158 karátos pedig az American Museum of Natural History Morgan-féle drágakőgyűjteményében.
A kasmíri zafírok színe többnyire világosabb kék.
Az Egyesült Államok Montana államában több helyen gazdag zafírterületeket fedeztek fel. Aranymosás közben Helenától keletre, a felső Missouri vidékén találtak először nagyobb mennyiségű zafírt topáz, gránát, rutil, cianit, kalcedon, kassziterit társaságában. A nyert zafír többnyire világos színű, de azért sötétebbek is fordulnak elő s a búzavirágkék szín sem hiányzik. Jellemző a kövekre aránylag erős fényük s különös acélkék színben való ragyogásuk. Érdekes még az, hogy keménységük a többi zafírnál nagyobb, továbbá az a már említett sajátság, hogy egyesek mesterséges világításnál vörös színűek. A csillagzafírok ritkák. A montanai lelőhelyeken kívül a többi észak-amerikai előfordulás teljesen jelentéktelen.
Az ausztráliai arany- és ónérctartalmú hordalékok több helyen jelentékeny mennyiségű zafírt tartalmaznak. Ezek közül a legfontosabbak a Queenslandben és Új-Dél-Walesben elterülő lelőhelyek.

### Csiszolása és értéke
A zafír csiszolására ugyanazok a szabályok mérvadóak, mint a rubinra. Srí Lankában legtöbbnyire az úgynevezett ceyloni csiszolási formát használják, amelynek jellemző tulajdonsága, hogy a kő alsó részén, meglehetősen szabálytalanul, igen sok apró, lépcsős lapocska van. Természetesen azért azt is szem előtt tartják, hogy a kő súlyából ne sokat veszítsen. Zafírokat Európában is csiszolnak ily módon, de szabályosabb kivitelben. A világosabb köveket ez a csiszolási mód élénkebbé teszi. Több kék ásvány színe hasonlít a zafír színéhez, úgyhogy ezekkel esetleg összecserélhető: spinell, benitoit, kordierit, cianit, turmalin, topáz, berill; ezek az ásványok azonban mind jóval kisebb keménységűek és fajsúlyúak.
Mivel a zafír kiváló minőségű és nagy példányokban gyakrabban fordul elő, mint a rubin, ezért értéke jóval alacsonyabb. Egy elsőrendű, búzavirágkék színű, 2-3 karátos zafírnak olyan értéke van, mint egy jó minőségű és ugyanolyan súlyú gyémántnak, de a nagyobb kövek értéké már sok esetben nagyobb, mint az ugyanolyan súlyú gyémánté.

## Egyéb korundváltozatok
A zafír- és rubinlelőhelyeken a korund többi fajtája is előfordul. A legritkább a smaragdzöld színű korund (orientális smaragd), mert a zöld színűek többnyire sárgás árnyalatúak. A smaragdzöld színű korund ára magasabb, mint a kék zafíré, de a rubin értékét nem éri el. A világos sárgászöld, krizolitszínű korund (orientális krizolit) jóval gyakoribb, mint a tiszta zöld. A világoskék és világoszöld, akvamarinhoz hasonló korund (orientális akvamarin) rendesen erősebben kék, vagy erősebben zöld, mint maga az akvamarin. A sárga szín (orientális topáz) minden árnyalatban előfordul. A leggyakoribb a kékesbe és zöldesbe hajló szalmasárga, de citromsárga és vöröses narancssárga (padparadsa) is található. A barnásvörös, vagy világos kárminvörös korundot (orientális hiacint v. orientális vermeille) a rubintól vörös színének erősen sárgás vagy barnás árnyalata különbözteti meg. Az ibolyaszínű korund (orientális ametiszt) színe ibolyába hajló vörös (violettrubin), vagy ibolyába hajló kék.
A színtelen zafír (leukozafír) erős fényénél fogva hasonlít a gyémánthoz, és mivel a gyémánton kívül az összes többi színtelen követ karcolja, felületes vizsgálatnál össze is téveszthető vele, ámbár nélkülözi a gyémánt erős színszórását. Ha a fehér zafír gyengén kékes árnyalatú, hiúzzafírnak vagy macskazafírnak nevezik, ami a kordieritre is használatos.
A korundnak félig átlátszó, barna színű fajtája az úgynevezett gyémántpát, amelynek a bázislapján kékes színű aszterizmus látszik.

## Mesterséges előállítása
Napjainkban már nagyobb mennyiséget állítanak elő belőle, mint amennyit a természetes lelőhelyek szolgáltatnak. Elektromos kemencében bauxitból, 3000 °C-on szintetizálható. A forgalomban lévő ékköveket, valamint a műszerek, órák tengelycsapágyául szolgáló korundot is mesterséges úton, ún. Verneuil-kemencében állítják elő.